# Martin Posedarski
Martin Posedarski (?, oko 1540. – Senj, 2. veljače 1601.), knez, senjski uskok i protuosmanski ratnik. Potomak je stare hrvatske velikaške obitelji Slavogostića Posedarskih iz roda Gusića Krbavskih.
Sudjelovao je u mletačko-turskim ratovima, a 1590. dolazi u Senj zajedno s Markom Margetićem i postaje zapovjednik senjskih uskoka. Sudjelovao je 1596. zajedno sa splitskim patricijem Ivanom Albertijem u opsadi Klisa, a kada je zbog pasivnog držanja Mlečana, kojima nije odgovarao rat protiv Turaka, Klis ponovno pao pod osmansku vlast, Martin se okreće protiv Mletaka. Godine 1597. je kraj Rovinja s 500 uskoka i 17 galija zarobio devet mletačkih galija. Za odmazdu mletački su brodovi pucali na Novi u Vinodolu, a 22. rujna 1600. pokušali su zauzeti utvrdu Ledenice koju je obranio knez Martin s uskocima.
Nakon sporazuma Mletaka s Austrijom i dolaskom namjesnika generala Josipa Rabatte u Senj, smaknut je 1601. s drugim uskočkim vođama.